# Comunitat de comunes del cantó d'Erstein
La Comunitat de comunes del cantó d'Erstein (oficialment: Communauté de communes du canton d'Erstein) és una Comunitat de comunes del departament del Baix Rin, a la regió del Gran Est.
Creada al 2017, està formada 28 municipis i la seu es troba a Benfeld.

## Municipis
1. Benfeld
2. Bolsenheim
3. Boofzheim
4. Daubensand
5. Diebolsheim
6. Erstein
7. Friesenheim
8. Gerstheim
9. Herbsheim
10. Hindisheim
11. Hipsheim
12. Huttenheim
13. Ichtratzheim
14. Kertzfeld
15. Kogenheim
16. Limersheim
17. Matzenheim
18. Nordhouse
19. Obenheim
20. Osthouse
21. Rhinau
22. Rossfeld
23. Sand
24. Schaeffersheim
25. Sermersheim
26. Uttenheim
27. Westhouse
28. Witternheim